# Павел, Андрей
Андрей Павел (рум. Andrei Pavel; родился 27 января 1974 года в Констанце, Румыния) — румынский теннисист и тренер. Победитель девяти турниров ATP (три — в одиночном разряде); полуфиналист одного турнира Большого шлема в парном разряде (Открытый чемпионат Франции-2006); победитель одного юниорского турнира Большого шлема в одиночном разряде (Открытый чемпионат Франции-1992); полуфиналист одного юниорского турнира Большого шлема в одиночном разряде (Уимблдон-1992); полуфиналист одного юниорского турнира Большого шлема в парном разряде (Открытый чемпионат Франции-1992).

## Общая информация
Андрей родился в румынском городе Констанца, однако уже в 16 лет переехал в Германию. Несмотря на смену страны проживания, в Кубке Дэвиса всегда играл за Румынию.
Павел женат, у него его супруги Симоны есть трое детей: дочери Каролина и Елена (род.1999), а также сын Мареус (род.2002).
В теннисе с восьми лет; лучший удар — бэкхенд.

## Спортивная карьера

### Игровая карьера
1991-98
Павел с юных лет выделялся на фоне своих сверстников. В 17 лет он неплохо проявил себя на юниорском Открытом чемпионате Франции, дойдя до четвертьфинала одиночного турнира и полуфинала парного. Год спустя европейская серия турниров для игроков подобного возраста складывалась ещё удачнее: во Франции румын победил, переиграв по ходу соревнования Николя Эскюде и Марсело Риоса, а месяц спустя на Уимблдоне дошёл до полуфинала, где уступил будущему чемпиону Давиду Шкоху. Дебют Андрея во взрослом туре произошёл достаточно рано: уже в 1991 году он сыграл свой первый турнир серии «челленджер» (дома — в Бухаресте), а в апреле следующего года и первой соревнование основного тура (в Сеуле). В этот период, однако, он большую часть времени проводит на соревнованиях начального уровня, периодически отмечаясь достаточно продолжительными победными сериями, пытаясь подняться повыше в рейтинге. В 1992 году он получил шанс сыграть в квалификации к грунтовым Олимпийским играм в Барселоне и успешно преодолел её, будучи на тот момент лишь игроком пятой сотни одиночного зачёта ATP.
Постепенно набираясь опыта Павел становится настолько конкурентоспособен, что не просто играет на равных с игроками топ-100. но и обыгрывает их: первая подобная победа одержана в июле 1994 года над британцем Марком Петчи, в матче региональной зоны Кубка Дэвиса. Общая стабильность, однако, приходит медленнее — лишь летом 1995 года он впервые вышел в финал «челленджера» (в Нидерландах), а в феврале следующего года впервые вошёл в топ-200. Первые попадания в квалификацию взрослых турниров Большого шлема происходят в 1994 году, но пройти в основу удаётся лишь с пятой попытки участия в отборочных соревнованиях (для одиночный турниров) и второй (для парных): на Открытом чемпионате США 1996 года. Жребий оба раза был не благосклонен к новичку: в одиночном разряде ему выпало сыграть с Марсело Риосом, а в паре румыну и южноафриканцу Клинтону Феррейре противостояли Алекс О`Брайен и Себастьян Ларо. Оба матча были проиграны, но у Риоса Павел смог выиграть один сет. Путь в первую сотню был быстрее: наращивая стабильность результатов на «челленджерах», Андрей начинает всё удачнее играть и на турнирах основного тура, добившись полуфинала в Ченнаи и Праге. Попутно добываются всё более статусные победы: в феврале 1997 года в матче Кубка Дэвиса обыгран Ян Симеринк (тогдашняя 21-я ракетка мира), на индийском турнире одержана победа над Рихардом Крайчеком (№ 6 рейтинга). Избавившись от необходимости играть квалификацию на турнире Большого шлема румын смог уже на первом своём соревновании серии на равных бороться с лидерами: переиграв в первом круге Ролан Гаррос всё того же О`Брайена он во втором вёл 2-1 по сетам у Альберта Косты, но не смог выиграть матч. Через месяц ситуация повторилась на Уимблдоне, но в роли Косты выступил Рихард Крайчек.
Постепенно румын стал приноравливаться к новому уровню конкуренции, в марте 1998 года надолго закрепляясь в первой сотне рейтинга. В апреле приходит первый титул на соревнованиях основного тура: на призе в Токио он, пользуясь удачной сеткой, доходит до финала, где вырывает чемпионский трофей у Байрона Блэка. Следом удаётся закрепить этот успех полуфиналами турниров в США. Выйдя на пик формы он несколько раз травмируется, из-за чего во второй половине сезона пропускает несколько недель и играет менее результативно. На фоне падающих результатов в одиночном разряде удалось добиться первого парного титула на соревнованиях основного тура: Павел вместе с Габриэлем Трифу становятся первыми румынами, победившими на турнире в Бухаресте.
1999-2004
В начале 1999 года румыну удалось вернуться к лучшей форме: после четвертьфинала в Окленде он выходит в четвёртый круг Открытого чемпионата Австралии, где отыгрывается со счёта 0-2 по сетам в матче против Евгения Кафельникова, но всё же уступает; россиянин затем выигрывает турнир. Столь удачных серий на турнирах Большого шлема в том сезоне более не было, на за счёт пары финалов на турнирах базовой категории и четвертьфинала на турнире серии Мастерс в Штутгарте Андрей заканчивает год в топ-50. Следующий сезон из-за небольших проблем со здоровьем начался лишь в феврале. К лучшим результатам удаётся прийти лишь к началу грунтового сезона: Павел выходит в третий раунд в Риме (переиграв Седрика Пьолина), затем пробивается в полуфинал в Гамбурге (попутно обыгран Хуан Карлос Ферреро) и завершает этот отрезок сезона титулом в Санкт-Пёльтене. Дальнейший сезон прошёл на стабильном уровне, а подтверждение четвертьфинала на соревновании Штутгарте в конце года (с победами над Андре Агасси и Патриком Рафтером) позволило румыну закончить сезон игроком топ-30.
Следующие несколько лет Андрей стабильно входит в третью десятку одиночного рейтинга, регулярно играя в решающих стадиях любых соревнований регулярного тура. Локальные спады в одни отрезки сезона компенсируются удачными играми в другие. Летом 2001 года он выигрывает своей единственный в карьере турнир серии Мастерс, переиграв в финале в Канаде всё того же Рафтера. На соревнованиях Большого шлема, как бы не была удачна подготовительная серия, его раз за разом преследуют неудачи: лишь раз (на Открытом чемпионате Франции-2002) ему удаётся пробиться в четвертьфинальную стадию, где переиграв Томми Хааса он уступает Алексу Корретхе.
В 2003 году удачный период заканчивается: несколько месяцев Павел никак не может выиграть хотя бы матч, а полученное в марте на турнире в Майами повреждение заставляет его не играть соревнования всю весну и лето. Вернувшись, Андрей, правда, мгновенно набирает форму и уже на своём втором турнире достигает полуфинала, а на ноябрьском Мастерсе в Париже и вовсе выходит в финал, переиграв среди прочих Райнера Шуттлера и уступив только Тиму Хенмену. Сыграв до конца того года ещё несколько «челленджеров» он закрепляет свои позиции в топ-100 и избегает необходимости играть отбор на Открытый чемпионат Австралии. Преодолев спад румын в 2004 году выходит на пик своей карьеры: на турнирах Большого шлема он единственный раз за всё время выигрывает хотя бы по матчу в основной сетке каждого соревнования; на турнирах серии Мастерс добыто пара четвертьфиналов. Общая стабильность результатов на менее статусных соревнованиях позволяет ему к концу октября подняться на тринадцатую строчку одиночной классификации.
2005-09

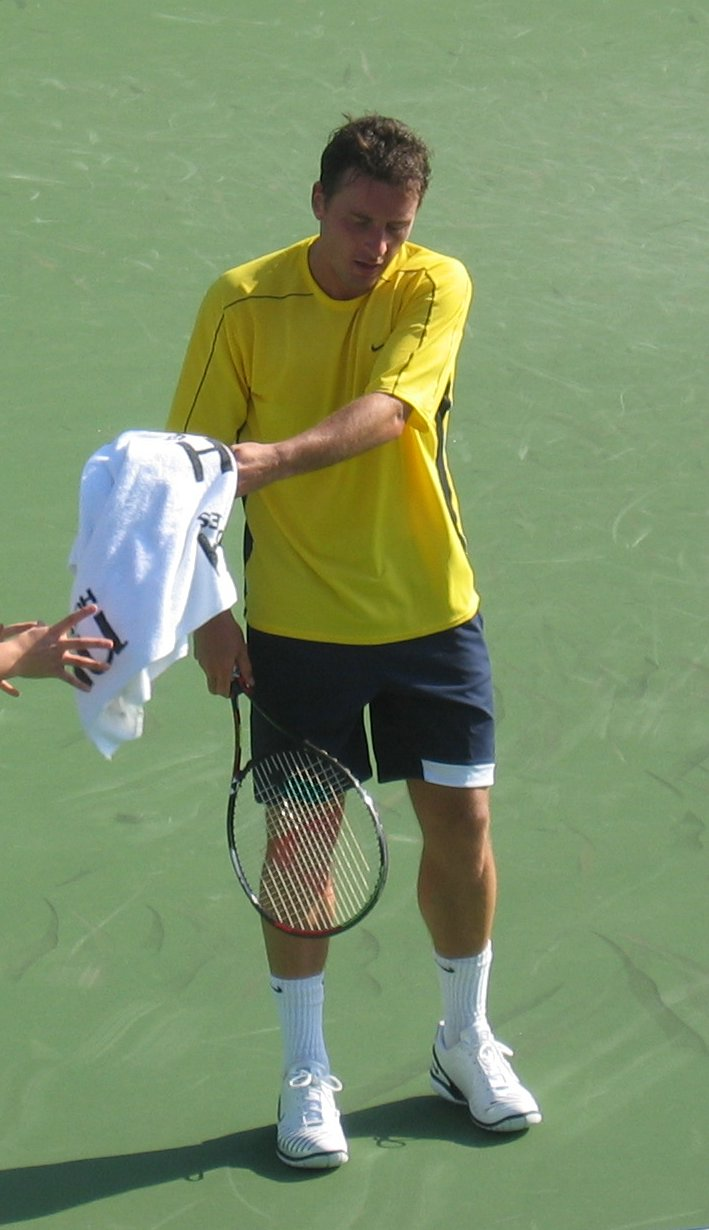
Павел в 2007 году.

Удержаться на новом уровне румыну не удалось — многочисленные проигрыши уже в первых матчах отбросили его в конец первой сотни. Дабы не потерять игровую практику Андрей всё чаще заявляется в парные турниры: в 2005 году, вместе с разными партнёрами, он трижды доходит до финалов соревнований основного тура и берёт первый за семь лет. На Открытом чемпионате Австралии Павел вместе с Томашем Бердыхом выходит в первый для себя четвертьфинал турнира Большого шлема. В 2006 году результаты в одиночных соревнованиях падают ещё больше: небольшие проблемы со здоровьем в сочетании сразу с двенадцатью поражениями в первых раундах не позволяют ему в девятый раз подряд завершить год в топ-100. Проблемы в одиночном разряде никак не сказываются на парных выступлениях: в этом году на счету румына сразу три титула, а также первый в карьере полуфинал на турнирах Большого шлема: на Ролан Гаррос Павел и Александр Васке уступили лишь братьям Брайанам.
На следующий год удаётся немного поправить результаты в одиночном разряде: чуть большая стабильность позволяет вернуться в первую сотню рейтинга. В конце июля Андрей в последний раз в своей карьере доходит до финала соревнования основного тура ассоциации, уступив главный приз в Умаге Карлосу Мойе. В этом сезоне удаётся выйти на пик результатов в парном разряде: прошлогодние успехи в сочетании с продолжающимися стабильными победами позволяют румыну к середине апреля взобраться на восемнадцатую строчку парной классификации. В целом по сезону наиболее удачным оказывается дуэт с Васке: пара дважды побывала в финал турниров среднего уровня, а также несколько раз играла в четвертьфиналах призов серии Мастерс. В 2008 году вновь дают о себе знать проблемы со здоровьем: из-за проблем со спиной Павел вынужден досрочно завершить сезон уже в середине февраля. Через год он пробует вернуться, но повторяющиеся боли в спине позволяет ему играть крайне избирательно и осенью, но домашнем турнире в Бухаресте, Павел завершает игровую карьеру. Напоследок, Андрей помогает улучшить парный рейтинг своему соотечественнику Хории Текэу. В мае, в Кицбюэле, румыны впервые доходят до финала турнира основной серии ассоциации. Полученная тогда уверенность позволит вскоре Текэу стать одним из сильнейших парных игроков мира, а Андрей и дальше будет ему помогать, но уже как временный тренер.
Сборная и национальные турниры
Андрей дебютировал в национальной команде в Кубке Дэвиса в 17 лет, поучаствовав в крупной победе румын в матче за право остаться в первой группе регионального турнира против ирландцев; Павел сыграл два одиночных матча и оба выиграл. С 1994 года Андрей становится одним из постоянных игроков сборной, сыграв подряд в шестнадцати сезонах турнира. Проведя за это время 62 игры в рамках 27 матчевых встреч, он одержал в них 40 побед. К моменту окончания своей последней игры в турнире он по большинству статистических показателей входил в тройку лучших игроков в истории сборной, уступая лишь Илие Настасе и Иону Цирьяку. Румын участвовал в теннисных турнирах сразу четырёх Олимпиад: в 1992 году он преодолел для участия в одиночном турнире дополнительный отборочный турнир, а в 1996, 2000 и 2004 годах играл сразу основные соревнования, причём и одиночного, и парного турниров. За все четыре участия в подобных соревнованиях он выиграл лишь два матча: в квалификации одиночного турнира к барселонским играм.

### Тренерская карьера
Постепенно завершая свою игровую карьеру, Андрей зимой 2009 года принял предложение национальной федерации возглавить румынскую команду в Кубке Дэвиса; следующие три сезона он бессменно трудился в этой должности, помогая сборной балансировать на грани мировой и региональной групп турнира.
Осенью 2010 года Павел попробовал себя в работе в качестве тренера конкретного игрока, в течение более полугода сотрудничая с сербской теннисисткой Еленой Янкович. Некоторое время его методы приносили относительные результаты, но к июлю следующего года, после нескольких обидных поражений, стороны прекратили сотрудничество. Потерпев относительную неудачу здесь румын тем не менее не отказался от идеи работать с женщинами: весной следующего года он договорился с Арифом Мухамедом о работе с его дочерью — Тамирой Пашек. И здесь не всё получалось идеально, но в июне 2012 года Тамира при поддержке Андрея смогла выдать очень сильный отрезок на травяных турнирах, выиграв подряд девять матчей в Истборне и на Уимблдоне, попутно выиграв сразу три матча у игроков топ-10 (до сотрудничества с румыном австриячке удалось за всю свою карьеру выиграть у этой группы игроков лишь два матча).

## Рейтинг на конец года
| Год  | Одиночный рейтинг | Парный рейтинг |
| 2009 | 600               | 95             |
| 2008 | 1142              | 574            |
| 2007 | 75                | 22             |
| 2006 | 113               | 41             |
| 2005 | 80                | 42             |
| 2004 | 18                | 73             |
| 2003 | 69                | 801            |
| 2002 | 26                | 66             |
| 2001 | 28                | 262            |
| 2000 | 27                | 442            |
| 1999 | 41                | 113            |
| 1998 | 68                | 203            |
| 1997 | 118               | 277            |
| 1996 | 135               | 172            |
| 1995 | 214               | 194            |
| 1994 | 408               | 267            |
| 1993 | 311               | 529            |
| 1992 | 489               | 718            |
| 1991 | 548               | 372            |
| 1990 | 460               |                |

## Выступления на турнирах

### Финалы турнировATPв одиночном разряде (9)

#### Победы (3)
| Титулы                               |
| ------------------------------------ |
| Турниры Большого шлема (0)*          |
| Итоговый турнир ATP (0)              |
| ATP Мастерс 1000 (1+1)               |
| ATP International Gold / АТР 500 (1) |
| ATP International / АТР 250 (1+5)    |

| Титулы по покрытиям | Титулы по месту проведения матчей турнира |
| ------------------- | ----------------------------------------- |
| Хард (3+1)*         | Зал (0)                                   |
| Грунт (1+5)         | Зал (0)                                   |
| Трава (0)           | Открытый воздух (3+6)                     |
| Ковёр (0)           | Открытый воздух (3+6)                     |

* количество побед в одиночном разряде + количество побед в парном разряде.
| №  | Дата           | Турнир                 | Покрытие | Соперник в финале | Счёт           |
| 1. | 19 апреля 1998 | Токио, Япония          | Хард     | Байрон Блэк       | 6-3 6-4        |
| 2. | 27 мая 2000    | Санкт-Пёльтен, Австрия | Грунт    | Эндрю Илие        | 7-5 3-6 6-2    |
| 3. | 5 августа 2001 | Монреаль, Канада       | Хард     | Патрик Рафтер     | 7-6(3) 2-6 6-3 |

#### Поражения (6)
| №  | Дата          | Турнир                      | Покрытие   | Соперник в финале | Счёт              |
| 1. | 2 мая 1999    | Мюнхен, Германия            | Грунт      | Франко Скиллари   | 3-6 4-6           |
| 2. | 20 июня 1999  | Хертогенбос, Нидерланды     | Трава      | Патрик Рафтер     | 6-3 6-7(7) 4-6    |
| 3. | 2 ноября 2003 | Париж, Франция              | Хард (зал) | Тим Хенмен        | 2-6 6-7(6) 6-7(2) |
| 4. | 1 мая 2005    | Мюнхен, Германия            | Грунт      | Давид Налбандян   | 4-6 1-6           |
| 5. | 27 мая 2006   | Пёрчах-ам-Вёртерзе, Австрия | Грунт      | Николай Давыденко | 0-6 3-6           |
| 6. | 29 июля 2007  | Умаг, Хорватия              | Грунт      | Карлос Мойя       | 4-6 2-6           |

### Финалы челленджеров и фьючерсов в одиночном разряде (13)

#### Победы (8)
| Условные обозначения |
| Челленджеры (4+5)*   |
| Фьючерсы (4+6)       |

| Титулы по покрытиям | Титулы по месту проведения матчей турнира |
| ------------------- | ----------------------------------------- |
| Хард (5+2)*         | Зал (1)                                   |
| Грунт (3+9)         | Зал (1)                                   |
| Трава (0)           | Открытый воздух (7+11)                    |
| Ковёр (0)           | Открытый воздух (7+11)                    |

* количество побед в одиночном разряде + количество побед в парном разряде.
| №  | Дата            | Турнир                  | Покрытие   | Соперник в финале | Счёт        |
| 1. | 11 октября 1992 | Гонолулу, США           | Хард       | Холгер Шпекер     | 6-2 6-2     |
| 2. | 2 мая 1993      | Литл-Рок, США           | Хард       | Кейт Эванс        | 6-3 7-6     |
| 3. | 17 октября 1993 | Мехико, Мексика         | Хард       | Андре Джанасик    | 6-1 6-4     |
| 4. | 4 июня 1995     | Липпштадт, Германия     | Грунт      | Арнд Каспари      | 6-3 4-6 7-5 |
| 5. | 7 июля 1996     | Монтобан, Франция       | Грунт      | Стефан Уэ         | 6-4 6-3     |
| 6. | 4 июля 1999     | Венеция, Италия         | Грунт      | Слава Доседел     | 6-2 6-0     |
| 7. | 21 ноября 2004  | Днепропетровск, Украина | Хард (зал) | Кароль Кучера     | Без игры    |
| 8. | 5 декабря 2004  | Маврикий, Маврикий      | Хард       | Ли Хён Тхэк       | 6-3 6-1     |

#### Поражения (5)
| №  | Дата            | Турнир                  | Покрытие    | Соперник в финале | Счёт           |
| 1. | 30 августа 1991 | Вена, Австрия           | Хард        | Андрей Мернов     | 5-7 6-4 4-6    |
| 2. | 23 июля 1995    | Схевенинген, Нидерланды | Грунт       | Хорди Арресе      | 3-6 7-6 4-6    |
| 3. | 11 мая 1997     | Любляна, Словения       | Грунт       | Бретт Стивен      | 6-7 2-6        |
| 4. | 8 марта 1998    | Магдебург, Германия     | Ковёр (зал) | Ларс Бургсмюллер  | 4-6 3-6        |
| 5. | 6 мая 2007      | Тунис, Тунис            | Грунт       | Симоне Болелли    | 6-4 6-7(4) 2-6 |

### Финалы турнировATPв парном разряде (11)

#### Победы (6)
| №  | Дата             | Турнир                 | Покрытие | Партнёр         | Соперники в финале                     | Счёт           |
| 1. | 20 сентября 1998 | Бухарест, Румыния      | Грунт    | Габриэль Трифу  | Джордже Косак Дину Пескариу            | 7-6(2) 7-6(4)  |
| 2. | 31 июля 2005     | Кицбюэль, Австрия      | Грунт    | Леош Фридль     | Кристоф Рохус Оливье Рохус             | 6-2 6-7(5) 6-0 |
| 3. | 15 января 2006   | Окленд, Новая Зеландия | Хард     | Рогир Вассен    | Симон Аспелин Тодд Перри               | 6-3 5-7 [10-4] |
| 4. | 7 мая 2006       | Мюнхен, Германия       | Грунт    | Александр Васке | Александр Пейя Бьорн Фау               | 6-4 6-2        |
| 5. | 16 июля 2006     | Гштад, Швейцария       | Грунт    | Иржи Новак      | Марко Кьюдинелли Жан-Клод Шеррер       | 6-3 6-1        |
| 6. | 29 апреля 2007   | Барселона, Испания     | Грунт    | Александр Васке | Рафаэль Надаль Бартоломе Сальва Видаль | 6-3 7-6(1)     |

#### Поражения (5)
| №  | Дата             | Турнир                  | Покрытие    | Партнёр         | Соперники в финале            | Счёт              |
| 1. | 14 февраля 1999  | Санкт-Петербург, Россия | Ковёр (зал) | Менно Остинг    | Даниэль Вацек Джефф Таранго   | 6-3 3-6 5-7       |
| 2. | 10 января 2005   | Доха, Катар             | Хард        | Михаил Южный    | Альберт Коста Рафаэль Надаль  | 3-6 6-4 3-6       |
| 3. | 18 сентября 2005 | Бухарест, Румыния       | Грунт       | Виктор Ханеску  | Хосе Акасусо Себастьян Прието | 3-6 6-4 3-6       |
| 4. | 25 февраля 2007  | Роттердам, Нидерланды   | Хард (зал)  | Александр Васке | Мартин Дамм Леандер Паес      | 3-6 7-6(5) (7-10) |
| 5. | 23 мая 2009      | Китцбюэль, Австрия      | Грунт       | Хория Текэу     | Марсело Мело Андре Са         | 7-6(9) 2-6 (7-10) |

### Финалы челленджеров и фьючерсов в парном разряде (18)

#### Победы (11)
| №   | Дата             | Турнир                  | Покрытие | Партнёр               | Соперники в финале                     | Счёт        |
| 1.  | 29 сентября 1991 | Бухарест, Румыния       | Грунт    | Адриан Марку          | Бранислав Галик Роберт Крауз           | 6-3 6-4     |
| 2.  | 6 октября 1991   | Бухарест, Румыния       | Грунт    | Адриан Марку          | Хендрик Дрекманн Маркус Нацке          | 6-2 6-2     |
| 3.  | 13 октября 1991  | Бухарест, Румыния       | Грунт    | Адриан Марку          | Мануэль Николаэ Чиприан Петре Рорумб   | 3-6 6-3 7-5 |
| 4.  | 20 октября 1991  | Бухарест, Румыния       | Грунт    | Адриан Марку          | Мануэль Николаэ Чиприан Петре Рорумб   | 6-4 7-6     |
| 5.  | 3 апреля 1994    | Куала-Лумпур, Малайзия  | Хард     | Деннис ван Схеппинген | Скотт Халсе Адам Малик                 | 7-6 6-4     |
| 6.  | 31 июля 1994     | Прага, Чехия            | Грунт    | Александру Радулеску  | Эяль Ран Гленн Уилсон                  | 6-4 6-2     |
| 7.  | 2 апреля 1995    | Таллахасси, США         | Грунт    | Эндрю Ричардсон       | Дэвин Боуэн Том Орвальд                | 7-6 5-7 7-5 |
| 8.  | 23 июля 1995     | Схевенинген, Нидерланды | Грунт    | Эяль Ран              | Эмилио Бенфеле Альварес Хосе Имас Руис | 6-4 6-4     |
| 9.  | 10 сентября 1995 | Простеёв, Чехия         | Грунт    | Гленн Уилсон          | Джефф Беллоли Джек Уэйте               | 7-5 6-3     |
| 10. | 19 сентября 1999 | Брашов, Румыния         | Грунт    | Габриэль Трифу        | Георге Косак Дину-Михай Пескариу       | 6-2 6-2     |
| 11. | 5 декабря 2004   | Маврикий, Маврикий      | Хард     | Габриэль Трифу        | Рик де Вуст Джефф Кутзе                | 6-3 6-4     |

#### Поражения (7)
| №  | Дата            | Турнир                  | Покрытие   | Партнёр          | Соперники в финале             | Счёт                 |
| 1. | 11 августа 1991 | Вена, Австрия           | Грунт      | Эмануэль Коуту   | Райнхард Вавра Геральд Мандль  | 3-6 2-6              |
| 2. | 18 августа 1991 | Вена, Австрия           | Грунт      | Эмануэль Коуту   | Себастьен Леблан Роберт Янецек | 6-1 2-6 4-6          |
| 3. | 16 апреля 1995  | Таллахасси, США         | Грунт      | Эндрю Ричардсон  | Дэвид Блейр Майк Чинчьоло      | 5-7 1-6              |
| 4. | 16 июня 1996    | Загреб, Хорватия        | Грунт      | Клинтон Феррейра | Дональд Джонсон Джек Уэйте     | 6-3 1-6 0-6          |
| 5. | 7 июля 1996     | Монтобан, Франция       | Грунт      | Клинтон Феррейра | Жиль Басти Клод Н`Горан        | 4-6 6-1 6-7          |
| 6. | 24 ноября 1996  | Маврикий, Маврикий      | Трава      | Сандер Грун      | Патрик Баур Йост Виннинк       | 1-0 — отказ          |
| 7. | 21 ноября 2004  | Днепропетровск, Украина | Хард (зал) | Габриэль Трифу   | Кароль Бек Ярослав Левинский   | 7-6(4) 6-7(4) 6-7(2) |

## История выступлений на турнирах
| Турниры Большого шлема       |    |               |               |               |    |               |               |               |     |               |               |               |     |               |               |               |    |    |        |       |
| Открытый чемпионат Австралии | -  | -             | -             | -             | К  | 1Р            | -             | 4Р            | -   | 2Р            | 3Р            | 1Р            | 4Р  | 2Р            | 2Р            | К             | 1Р | 1Р | 0 / 10 | 11-10 |
| Открытый чемпионат Франции   | -  | -             | -             | -             | -  | 2Р            | -             | 1Р            | 1Р  | 1Р            | 1/4           | -             | 2Р  | 1Р            | 1Р            | К             | -  | 1Р | 0 / 9  | 6-9   |
| Уимблдонский турнир          | -  | -             | К             | -             | К  | 2Р            | 1Р            | 1Р            | 3Р  | 1Р            | 3Р            | -             | 2Р  | 2Р            | 2Р            | 2Р            | -  | 1Р | 0 / 11 | 9-11  |
| Открытый чемпионат США       | -  | -             | К             | -             | 1Р | 1Р            | 1Р            | 1Р            | 4Р  | 2Р            | 1Р            | -             | 4Р  | 1Р            | 1Р            | 2Р            | -  | 1Р | 0 / 11 | 8-11  |
| Олимпийские игры             |    |               |               |               |    |               |               |               |     |               |               |               |     |               |               |               |    |    |        |       |
| Летняя олимпиада             | 1Р | Не проводился | Не проводился | Не проводился | 1Р | Не проводился | Не проводился | Не проводился | 1Р  | Не проводился | Не проводился | Не проводился | 1Р  | Не проводился | Не проводился | Не проводился | -  | НП | 0 / 4  | 0-4   |
| Турниры Мастерс              |    |               |               |               |    |               |               |               |     |               |               |               |     |               |               |               |    |    |        |       |
| Индиан-Уэлс                  | -  | -             | -             | -             | -  | -             | -             | К             | -   | 1Р            | 2Р            | 1Р            | 2Р  | 3Р            | 1Р            | К             | -  | -  | 0 / 6  | 3-6   |
| Майами                       | -  | -             | -             | -             | -  | -             | -             | 3Р            | 3Р  | 4Р            | 1/4           | 2Р            | 1/4 | 1Р            | 1Р            | К             | -  | -  | 0 / 8  | 13-8  |
| Монте-Карло                  | -  | -             | -             | -             | -  | -             | -             | 2Р            | К   | 2Р            | 3Р            | -             | 3Р  | -             | -             | 1Р            | -  | -  | 0 / 5  | 6-5   |
| Рим                          | -  | -             | -             | -             | -  | -             | -             | -             | 3Р  | 1Р            | 2Р            | -             | 1/4 | 1Р            | -             | -             | -  | -  | 0 / 5  | 6-5   |
| Эссен / Штутгарт / Мадрид    | -  | -             | -             | К             | К  | К             | 2Р            | 1/4           | 1/4 | 2Р            | 1Р            | К             | 3Р  | 1Р            | -             | 1Р            | -  | -  | 0 / 8  | 9-8   |
| Монреаль / Торонто           | -  | -             | -             | -             | -  | -             | -             | -             | 2Р  | П             | 2Р            | -             | 1Р  | 2Р            | -             | -             | -  | -  | 1 / 5  | 9-4   |
| Цинциннати                   | -  | -             | -             | -             | -  | -             | -             | 1Р            | 1Р  | 2Р            | 1Р            | -             | 1Р  | 1Р            | -             | К             | -  | -  | 0 / 6  | 1-6   |
| Париж                        | -  | -             | -             | 1Р            | -  | -             | К             | -             | 1Р  | 1Р            | 1Р            | Ф             | 3Р  | 1Р            | -             | -             | -  | -  | 0 / 7  | 7-7   |
| Гамбург                      | -  | -             | -             | -             | -  | -             | -             | -             | 1/2 | 1Р            | 2Р            | -             | 3Р  | 1Р            | -             | К             | -  | -  | 0 / 5  | 7-5   |
| Статистика за карьеру        |    |               |               |               |    |               |               |               |     |               |               |               |     |               |               |               |    |    |        |       |
| Сыграно турниров             | 12 | 21            | 15            | 21            | 34 | 31            | 33            | 29            | 31  | 29            | 28            | 15            | 29  | 28            | 24            | 27            | 5  | 8  |        | 420   |
| Проведено финалов            | 0  | 0             | 0             | 0             | 0  | 0             | 1             | 2             | 1   | 1             | 0             | 1             | 0   | 1             | 1             | 1             | 0  | 0  |        | 9     |
| Выиграно турниров            | 0  | 0             | 0             | 0             | 0  | 0             | 1             | 0             | 1   | 1             | 0             | 0             | 0   | 0             | 0             | 0             | 0  | 0  |        | 3     |

К — поражение в отборочном турнире.
| Турниры Большого шлема       |    |    |     |    |    |     |     |               |               |               |    |    |       |     |
| Открытый чемпионат Австралии | -  | -  | -   | -  | -  | -   | 1Р  | 1/4           | 1Р            | 3Р            | 2Р | 3Р | 0 / 6 | 8-6 |
| Открытый чемпионат Франции   | -  | -  | -   | -  | -  | 2Р  | 2Р  | 1Р            | 1/2           | 3Р            | -  | 2Р | 0 / 6 | 9-6 |
| Уимблдонский турнир          | -  | -  | -   | -  | -  | 1Р  | 3Р  | 2Р            | -             | 3Р            | -  | 3Р | 0 / 5 | 7-5 |
| Открытый чемпионат США       | 1Р | -  | -   | -  | -  | 1Р  | 2Р  | 1Р            | -             | 2Р            | -  | 2Р | 0 / 6 | 3-6 |
| Олимпийские игры             |    |    |     |    |    |     |     |               |               |               |    |    |       |     |
| Летняя олимпиада             | 1Р | НП | НП  | 1Р | НП | НП  | 1Р  | Не проводился | Не проводился | Не проводился | -  | НП | 0 / 3 | 0-3 |
| Турниры Мастерс              |    |    |     |    |    |     |     |               |               |               |    |    |       |     |
| Индиан-Уэлс                  | -  | -  | -   | -  | -  | -   | 1Р  | 1Р            | -             | 2Р            | -  | -  | 0 / 3 | 1-3 |
| Майами                       | -  | -  | -   | -  | -  | -   | -   | -             | 1Р            | 1/4           | -  | -  | 0 / 2 | 2-2 |
| Монте-Карло                  | -  | -  | -   | -  | -  | -   | -   | -             | -             | 1/4           | -  | -  | 0 / 1 | 2-1 |
| Рим                          | -  | -  | -   | -  | -  | -   | -   | -             | -             | 1/4           | -  | -  | 0 / 1 | 1-1 |
| Штутгарт / Мадрид            | -  | К  | 1/4 | 1Р | 1Р | 2Р  | 1/4 | -             | -             | 1/4           | -  | -  | 0 / 7 | 6-7 |
| Монреаль / Торонто           | -  | -  | -   | 1Р | -  | 1Р  | -   | 2Р            | -             | -             | -  | -  | 0 / 3 | 1-3 |
| Цинциннати                   | -  | -  | -   | -  | -  | 2Р  | 2Р  | 2Р            | -             | 1Р            | -  | -  | 0 / 4 | 3-4 |
| Париж                        | -  | -  | -   | -  | -  | 1/4 | 1Р  | -             | -             | -             | -  | -  | 0 / 2 | 2-2 |
| Гамбург                      | -  | -  | -   | -  | -  | 1/4 | 2Р  | 1Р            | -             | 1Р            | -  | -  | 0 / 4 | 2-3 |
| Статистика за карьеру        |    |    |     |    |    |     |     |               |               |               |    |    |       |     |
| Сыграно турниров             | 24 | 11 | 18  | 13 | 8  | 18  | 5   | 20            | 17            | 19            | 2  | 2  |       | 147 |
| Проведено финалов            | 0  | 1  | 1   | 0  | 0  | 0   | 0   | 3             | 3             | 2             | 0  | 1  |       | 11  |
| Выиграно турниров            | 0  | 1  | 0   | 0  | 0  | 0   | 0   | 1             | 3             | 1             | 0  | 0  |       | 6   |